# Fate/hollow ataraxia
Fate/hollow ataraxia (яп. フェイト/ホロウアタラクシ, дос. «Доля/Порожній спокій») — японська гра у вигляді візуального роману, створена Type-Moon у 2005 році як сиквел більш раннього візуального роману Fate/stay night.
Гра також портована на PlayStation Vita і включає в себе повну озвучку серед інших удосконалень. Ця версія випущена в Японії 27 листопада 2014 року.

## Зміст

### Сетинг
Історія Fate/hollow ataraxia починається через півроку після подій Fate/stay night. Як і в попередній грі, дія відбувається в місті Фуюкі. Сюжет не продовжується після якоїсь певної гілки Fate/stay night, він включає в себе відсилання до всіх із них.

### Сюжет
Базетт Фрага Макремітц, член Асоціації Магів і Майстер в 5-ій Війні Святого Грааля, прокидається на четвертий день Війни з новим Слугою, Евенджером. Згодом з'ясовується, що вона втратила пам'ять і пам'ятає тільки те, що брала участь у війні за Святий Грааль у Фуюкі. Разом з Евенджером вона збирається боротися за перемогу у Війні Святого Грааля.
Тим часом Емія Шіро після 5-ї Війни Святого Грааля живе з усіма своїми друзями мирним життям. Тосака Рін, своїми експериментами над горизонтом подій, змінивши час і простір (через що Майстри і Слуги, загиблі у п'ятій Війні Святого Грааля, повернулися до життя, за винятком Котоміне Кірея, навіть попри те, що Святий Грааль знищений Шіро і Сейбер у гілці Fate), їде в Асоціацію Магів до Англії, щоб виправити становище. Слуги якимось чином відчули нову небезпеку, коли якісь темні істоти з'являються в місті. Шіро у цілях обережності вирішив обходити місто щоночі, щоб переконатися, що все гаразд. Під час обходу він зустрічає дивну дівчину, Карен Ортензію.
Базетт і Шіро опиняються у петлі часу, тривалістю в чотири дні, починаючи з четвертого дня 5-ї Війни Святого Грааля. Кожен раз, коли вони помирають або закінчується четвертий день петлі, вони знову прокидаються в першому дні циклу з повною пам'яттю про попередні цикли. Вирішивши вибратися з часової петлі, Базетт, Евенджер і Шіро б'ються, щоб дізнатися правду про причини, що викликають нескінченні чотири дні.

## Персонажі

### Головні
- Базетт Фрага Макремітц (лат. バゼット・フラガ・マクレミッツ)

Перша з трьох головних персонажів. Маг родом з Ірландії, посланий з Асоціації Магів для участі в 5-ій Війні Святого Грааля. Нащадок давнього роду магів, що відокремилися від Асоціації Магів і вирішили жити непомітно в ізоляції. У Fate/stay night є невелика згадка про неї. Саме вона прикликала Лансера в 5-ій війні, але була зраджена Котоміне Кірєєм, який забрав її Командні Заклинання. Згодом стала Майстром Евенджера.
- Карен Ортензія (яп. カレン・オルテンシア)

Друга з трьох головних персонажів. Помічник екзорцистів, член Церкви, але працює жрицею. Вона добра, вважає, що її єдина мета в житті — допомагати іншим, навіть якщо сама постраждає в процесі. Ніколи не звинувачує людину, яка заподіяла їй біль, і вважає винними у цьому демонів, які підштовхнули кривдника вчинити гріх. Всякий раз, коли вона винна, вибачається перед Богом, а не людиною. Проте попри свою доброту має звичку дражнити та експлуатувати душевну ранимість інших. При виявленні слабких місць індивіда вона любить обговорювати їх на очах у всіх, і хоча це бентежить багатьох персонажів і викликає багато обурення і приниження, дівчина залишається спокійною. Крім того, незважаючи на те, що вона жриця, Карен свідомо носить показовий костюм без спідниці, що збільшує її рухливість і спокушає чоловіків.
Як член Церкви, Карен допомагає в заклинаннях. Її тіло володіє незвичайною властивістю: якщо є людина поруч, що одержима демоном, вона буде відчувати ту ж біль, що й вона. В результаті езорцисти використовують дівчину, як радар, щоб знайти демонів. Ця здатність є найочевиднішою, коли вона знаходиться в безпосередній близькості до слуги Евенджера, як її тіло проростає гротескними шипами. Через цю силу Ортензія покрита бинтами. Вона також відчуває фізичний біль, коли люди поблизу творять зло. У бою дівчина використовує червону тканину Магдалина, що має право насильно зв'язувати людей.
Відправлена у Фуюкі, щоб замінити Котоміне в ролі спостерігача після його смерті і доповісти Церкви про наслідки 5-ї Війни Святого Грааля. Вона виступає як спостерігач фальшивої Війни за Грааль, що утворилася через чотириденний цикл. Оскільки вона не брала участь у справжній 5-ій війні, вона в змозі оцінювати події об'єктивно. Можливо, її батько — Котоміне Кірей. Автор на це прямо не вказує, але велика кількість підказок практично не залишає сумнівів щодо цього. Закохана в Шіро.
- Евенджер (яп. アヴェンジャー)

8-ий Слуга, який був покликаний у 3-й війні замість Берсеркера, третій з трьох головних персонажів. Раптово з'явився в ролі нового слуги Базетт. Його справжнє ім'я, Ангра-Майнью, злий дух зороастризму. Евенджер був спочатку нормальним хлопчиком у стародавньому Близькому Сході.

### Другорядні
- Емія Шіро (яп. 衛宮 士郎)

У перебігу гри Шіро відчуває несподівані зміни в особистості і провали в пам'яті, зокрема, пов'язані з його власними навичками. Судячи з усього, це не справжній Шіро, а Евенджер, восьмий Слуга, який скопіював його особистість Шіро, проте достеменно це невідомо.
- Тосака Рін (яп. 遠坂 凛)

У першій половині гри Рін знаходиться в Лондоні. Вона повертається у другій половині, при цьому ясно видно її різка зміна особистості (зокрема, схильність до косплею храмових жриць чи дівчинки-чарівниці). Однак, незважаючи на це, вона стала досвідченим магом, демонструючи це, коли вона першою логічно склала пояснення, чому з'явилася часова петля, і дає Шіро поради. У Fate/hollow ataraxia, вона володіє Калейдожезлом, одним із винаходів Зелретча. Це розумний жезл, який при активації передає знання від альтернативної версії його власника з паралельного всесвіту поточному господареві, і по суті є рясним джерелом прани. Тим не менш, Калейдожезл не любить свого творця і часто ставить свого власника у принизливе становище. У Fate/hollow ataraxia, Калейдожезл Рубі перетворює Рін у дівчинку-чарівницю КалейдоРубі.

### Інші
Під час гри, на менш помітних ролях, також беруть участь всі Майстри і Слуги з Fate/stay night, за винятком Котоміне й Істинного Ассасина.

## Медіа

### Манґа
Існує багато версій антологій манги, засновані на цій серії, що серійно випускаються різними компаніями і намальовані безліччю різних художників. Перший том з ранньої серії антології випущений Ichijinsha 7 січня 2006 р. під назвою Fate/Hollow Ataraxia Anthology Comic, лейбл — DNA Media Comics. 15-й том серії випущений 25 серпня 2008 р.

### Музика
Саундтрек гри під назвою Fate/hollow ataraxia Original Sound Track випущений Geneon Entertainment 23 листопада 2005 р., сингл Hollow — Type-Moon 28 жовтня 2005 р.

## Реакція
Fate/hollow ataraxia стала однією з лідерів за продажами візуальних новел у 2005 році.